# Az orvvadász (Vízipók-csodapók)
Az orvvadász a Vízipók-csodapók című rajzfilmsorozat harmadik évadának negyedik epizódja. A forgatókönyvet Kertész György írta, az epizódot Szabó Szabolcs és Haui József rendezte. A sorozat címszereplőjének hangját Pathó István kölcsönözte.
Elsőként 1987. november 15-én mutatta be a Magyar Televízió.

## Cselekmény
Keresztes elszontyolodva fogadja a szülinapi partiról érkező barátját, mert a legyek egész nap elkerülték a hálóját. Vízipókkal rájönnek, hogy valami elijeszti a legyeket, és nem is csak a legyeket!

## Alkotók
- Rendezte: Szabó Szabolcs, Haui József
- Írta: Kertész György
- Dramaturg: Szentistványi Rita
- Zenéjét szerezte: Pethő Zsolt
- Főcímdalszöveg: Bálint Ágnes
- Ének: ?
- Operatőr: Magyar Gyöngyi, Pugner Edit
- Hangmérnök: Bársony Péter
- Hangasszisztens: Zsebényi Béla
- Effekt: Boros József
- Vágó: Czipauer János, Völler Ágnes
- Háttér: Farkas Antal
- Rajzolták: Kricskovics Zsuzsa, Szűcs Édua
- Kihúzók és kifestők: Fejes Margit, Jankovics Ilona, Miklós Katalin
- Asszisztens: Hajdu Mariann, Halasi Éva
- Színes technika: Szabó László
- Felvételvezető: Gödl Beáta
- Gyártásvezető: Vécsy Veronika
- Produkciós vezető: Mikulás Ferenc

- A laboratóriumi munkák a Magyar Filmlaboratórium Vállalatnál készültek
- Készítette a Magyar Televízió megbízásából a Pannónia Filmstúdió

## Szereplők
- Vízipók: Pathó István
- Keresztespók: Harkányi Endre
- Fülescsiga: Telessy Györgyi
- Rózsaszín vízicsiga: Géczy Dorottya
- Kék vízicsiga: Felföldi Anikó
- Hátonúszó: Velenczey István
- Katica: Gyurkovics Zsuzsa
- Ájtatos manó (imádkozó sáska): Benedek Miklós